# Ophiographa undulifera
Ophiographa undulifera là một loài bướm đêm trong họ Geometridae.